# Senice (ort)
Senice är en ort i Tjeckien.   Den ligger i regionen Mellersta Böhmen, i den centrala delen av landet, 60 km öster om huvudstaden Prag. Senice ligger 196 meter över havet och antalet invånare är 165.
Terrängen runt Senice är platt, och sluttar västerut. Runt Senice är det ganska glesbefolkat, med 45 invånare per kvadratkilometer. Närmaste större samhälle är Kolín, 17,3 km söder om Senice. Trakten runt Senice består till största delen av jordbruksmark.